# Boho-Kari
Boho-Kari est une commune rurale située dans le département de Houndé de la province de Tuy dans la région des Hauts-Bassins au Burkina Faso.

## Géographie
Boho-Kari se trouve à 13 km au sud-ouest de Houndé et est traversé par la route nationale 1.

## Santé et éducation
Le centre de soins le plus proche de Boho-Kari est le centre de santé et de promotion sociale (CSPS) de Kari.